# Poropuntius bolovenensis
Poropuntius bolovenensis är en fiskart som beskrevs av Roberts, 1998. Poropuntius bolovenensis ingår i släktet Poropuntius och familjen karpfiskar. IUCN kategoriserar arten globalt som starkt hotad. Inga underarter finns listade i Catalogue of Life.